# Cixidia polias
Cixidia polias är en insektsart som beskrevs av Alexander Fyodorovich Emeljanov 2005. Cixidia polias ingår i släktet Cixidia och familjen vedstritar. Inga underarter finns listade i Catalogue of Life.